# Itaitinga
Itaitinga é um município brasileiro do estado do Ceará, pertencente a Região Metropolitana de Fortaleza desde 1992, sendo ligada à capital cearense, no nordeste do Brasil. A toponímia Itaitinga é uma aglutinação de prefixos provenientes do Tupi Guarani: Itá = Pedra + y = rio + tinga = branco, Riacho das Pedras Brancas.
Está localizada às margens da BR 116, a uma altitude média de 67 m, 153,686 km² de área e 64.648 habitantes. É a 25ª cidade mais populosa do estado do Ceará e a 506ª mais populosa do Brasil.

## História

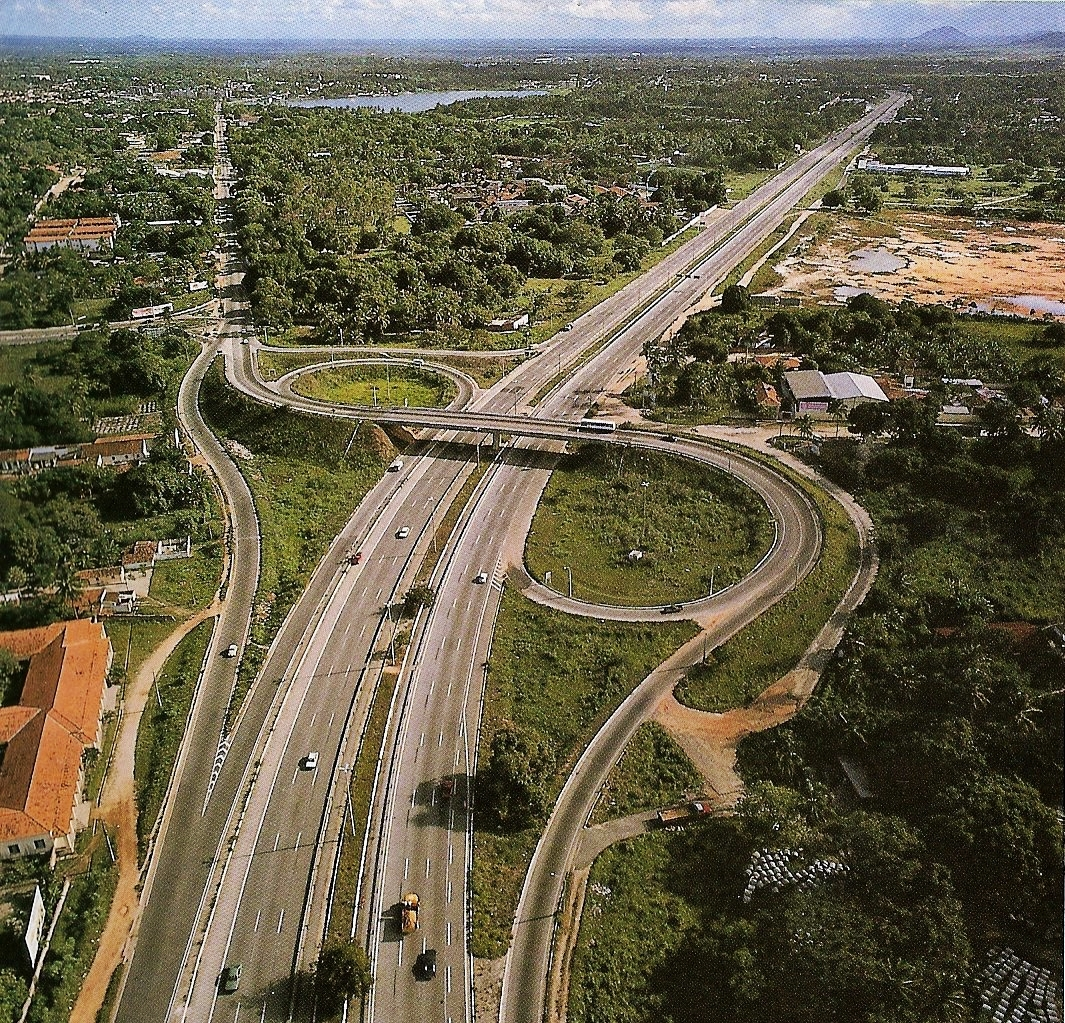
BR 116: Fortaleza-Sul do Brasil.

As terras as margens do rio Coaçu eram habitadas por etnias indígenas, tais como os Pitaguaris e Jenipapos-canindés.
Um distrito criado com a denominação de Cajazeiras, por ato estadual de 07/07/1917, subordinado município de União. Em divisão administrativa referente ao ano de 1933, o distrito de Cajazeiras permanece no município de Pacatuba.
As terras ao redor de Gereraú (um distrito às margens da antiga estrada Messejana-Pacatuba ou Estrada Itaitinga-Carapió) tiveram a sua história mudada com a construção da BR 116 nos anos 1930 do Século XX.
Assim permanecendo em divisões territoriais datadas de 31/12/1936 e 31/12/1937. Pelo decreto estadual nº 448, de 20/12/1938, o distrito de Cajazeiras passou a denominar-se Pedreiras. No quadro fixado para vigorar no período de 1939-1943, o distrito Pedreiras ex-Cajazeiras, figura no município de Pacatuba. Pelo Decreto-lei Estadual nº 1114, de 30/12/1943, o distrito de Pedreiras passou a denominar-se Itapó.
O Departamento Nacional de Estradas de Rodagem (DNER), agora Departamento Nacional de Infraestrutura de Transportes (DNIT) estruturou ao lado leste da serra local residência para os engenheiros da obra, e uma pedreira para a retirada de brita, que serviria para os alicerces da estrada.
Nos anos 1960 e anos 1970 do século XX, a antiga Estrada Itaitinga-Carapió, atual Rodovia Edson Queiroz (CE-350) que liga Itaitinga a Pacatuba (Ceará), teve boa parte do seu percurso inundado pelas águas dos açudes que abasteceriam Fortaleza, como: Açude Gavião e Açude Pacoti/Riachão.
Em divisão territorial datada de 01/07/1960, o distrito de Itapó figura no município de Pacatuba. Assim permanecendo em divisão territorial datada de 17/01/1991.
Das tribos indígenas, da residência do DNER, do extrativismo, da construção dos Açude Gavião e Açude Pacoti/Riachão surgiu Itaitinga que que foi elevada a categoria de cidade pela Lei Estadual nº 11927 de 27 de março de 1992 (assinada pelo Governador Ciro Gomes), com território desmembrado de Pacatuba.
Assim permanecendo em divisão territorial datada de 2005.

## Geografia

### Clima
Tropical quente sub-úmido com pluviometria média de 1.416,4 mm com chuvas concentradas de janeiro à junho.

### Hidrografia
As principais fontes de água fazem parte da bacia dos rios Cocó e Pacoti, sendo elas os riachos Coaçu, Riachão, Riachuí, Traiara, Itapeba, Água Fria, Mata Fresca, Guaiuba. Existem ainda diversos lagoas, tais como Carápio, Lagoa de Dentro, Caracanga, Cajueiro, Gereraú, Taveira, Tamboatá e Lagoa do Centro.
Boa parte das terras de Itaitinga são inundadas pelas águas dos açudes Gavião e Pacoti/Riachão.

### Relevo
As terras de Itaitinga são formadas por tabuleiros pré-litorâneos: são descritos como feições geomorfológicas e ambientais não deformadas. Esta unidade apresenta a mais típica superfície de agradação do território cearense; superfícies sertanejas e maciços residuais: formam uma vertente íngreme. 
As principais elevações possuem altitudes inferiores a 200 metros acima do nível do mar. Os solos da região são Podzólicos Vermelho-Amarelos: são solos minerais, não hidromórficos, com horizontes B textural, de cor vermelho-amarelada e distinta diferenciação entre os horizontes no tocante a cor, estrutura e textura, principalmente. São solos bastante susceptíveis à erosão, sobretudo quando há maior diferença de textura do A para o B, presença de cascalhos e relevo mais movimentado com fortes declividades.
Destaque para a Serra de Itaitinga vista de vários pontos da cidade, tem aproximadamente 227m, sendo o ponto mais alto.

### Bioma

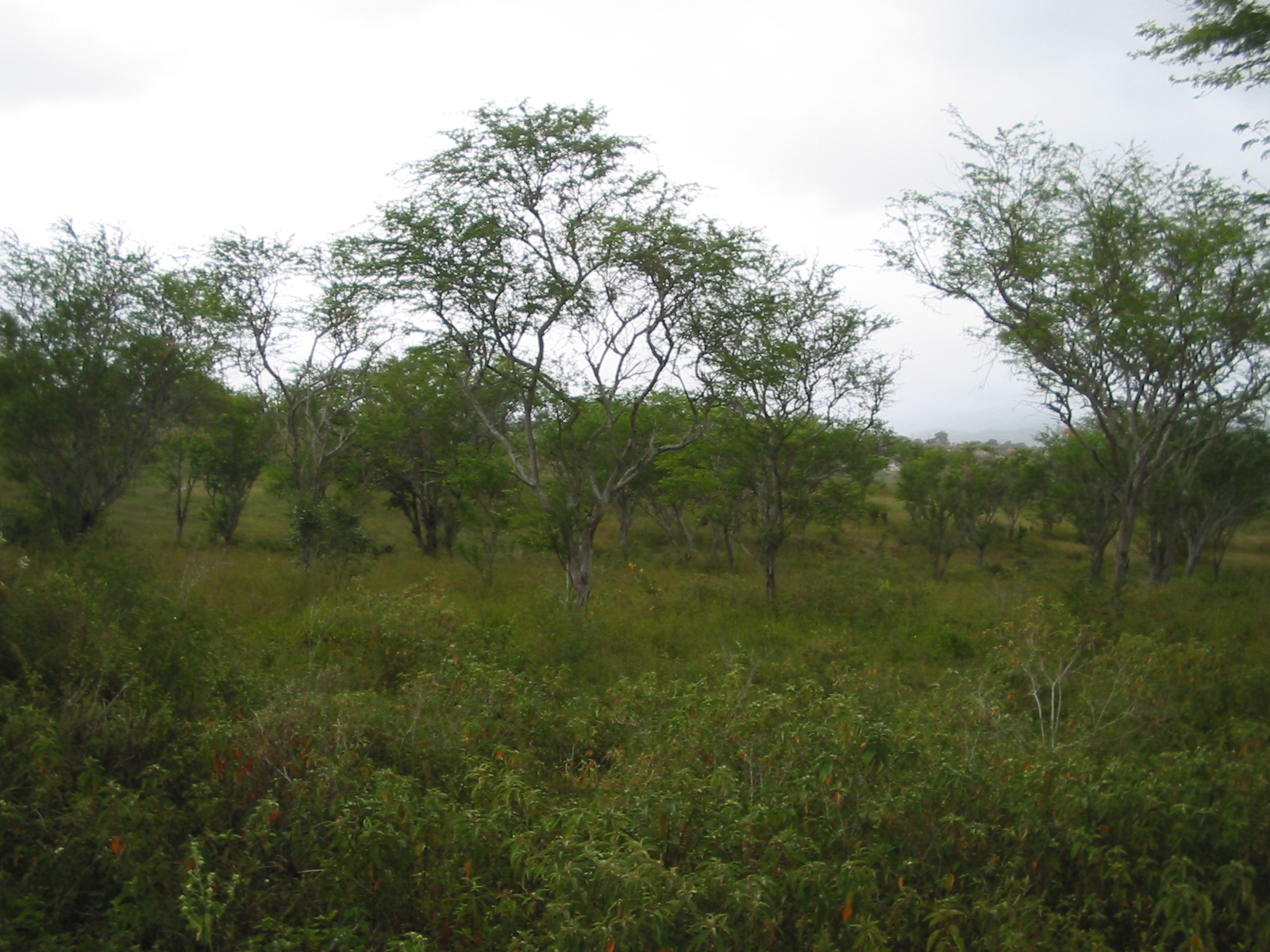
Vegetação típica de caatinga.

A vegetação predominante é Caatinga. As plantas deste bioma são xerófilas, ou seja, adaptadas ao clima seco e à pouca quantidade de água. Algumas armazenam água, outras possuem raízes superficiais para captar o máximo de água das chuvas. E há as que contam com recursos para diminuir a transpiração, como espinhos e poucas folhas.
A vegetação é formada por três estratos: o arbóreo, com árvores de 8 a 12m de altura; o arbustivo, com vegetação de 2 a 5m; e o herbáceo, abaixo de 2m. Entre as espécies mais comuns estão a amburana, o umbuzeiro e o mandacaru. Algumas dessas plantas podem produzir cera, fibra, óleo vegetal e, principalmente, frutas.
Ainda fazem parte da vegetação o Complexo Vegetacional da Zona Litorânea, Floresta Subperenifólia Tropical Pluvio-Nebular e Floresta Subcaducifólia Tropical Pluvial.
E a fauna é composta por répteis (principalmente lagartos e cobras), roedores, insetos, aracnídeos, cachorro-do-mato, sapo-cururu, asa-branca, cutia, gambá, preá, tatupeba, sagui-do-nordeste, entre outros animais.

## Subdivisão
O município é composto de dois distritos: Sede e Gereraú.

## Aspectos sociais
A maior concentração populacional encontra-se na zona urbana. O município dispõe de abastecimento de água, fornecimento de energia elétrica, serviço telefônico, agência de correios, serviços bancários, hospital, e ensino fundamental e médio.
O acesso ao município pode ser feito via Fortaleza através da Rodovia BR 116; e via Pacatuba pela Rodovia Edson Queiroz (CE 350). Os demais lugarejos, sítios e fazendas são acessíveis através de estradas asfaltadas, de calçamento e carroçáveis.

## Economia

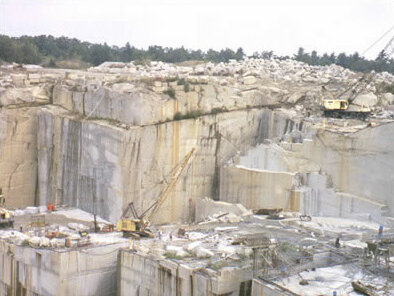
Locação de extração de rochas.

A economia local é baseada na mineração, na extração de rochas ornamentais, brita, placas para  fachadas e usos diversos na construção civil; a extração de  areia e argila (utilizada na fabricação de telhas, tijolos), bem como extração de rocha calcária.
No comércio varejista há supermercados, farmácias, depósitos de construção, lojas de roupas, boutiques, frigoríficos, lojas de móveis e eletrodomésticos e eletrônicos, mercadinhos, mercearias, padarias, lojas de variedades, lanchonetes e restaurantes.
Nos serviços há salões de beleza, locadoras, oficinas mecânicas, academias, borracharias, técnicos em eletrônicos, vendedores ambulantes, costureiras e botecos.
Na agricultura destacam-se as culturas de subsistência de feijão, milho, mandioca e algodão. Na pecuária: bovino, suíno e avícola.
O extrativismo vegetal também é fonte de renda e destaca-se no fabricação de carvão, extração de madeiras diversas para lenha e construção de cercas.

## Cultura
Os principais eventos culturais: 
- Festejos de São José - Padroeiro do Estado em 19 de março;
- Festejos de Santo Antônio em junho;
- Desfile Cívico de 7 de Setembro.